# Bad Sulza
Bad Sulza város Németországban, azon belül Türingiában. Lakosainak száma 8161 fő (2023. december 31.).

## Fekvése
Weimartól és Apoldától északkeletre fekvő település.
Bad Sulza Rannstedt, Ködderitzsch, Ilmtal-Weinstraße, Apolda, Saaleplatte, Obertrebra, Eberstedt, Niedertrebra, Schmiedehausen, Großheringen, Lanitz-Hassel-Tal, Eckartsberga és Rudersdorf községekkel határos.

## Közigazgatás
| | \| - Auerstedt - Bergsulza - Dorfsulza - Eckolstädt - Flurstedt - Gebstedt Schwabsdorffal - Großromstedt - Hermstedt - Kleinromstedt - Ködderitzsch \| - Kösnitz - Münchengosserstädt - Neustedt - Pfuhlsborn - Reisdorf - Sonnendorf - Stadtsulza Oberneusulzaval - Stobra - Wickerstedt - Wormstedt \| |
| - Auerstedt - Bergsulza - Dorfsulza - Eckolstädt - Flurstedt - Gebstedt Schwabsdorffal - Großromstedt - Hermstedt - Kleinromstedt - Ködderitzsch | - Kösnitz - Münchengosserstädt - Neustedt - Pfuhlsborn - Reisdorf - Sonnendorf - Stadtsulza Oberneusulzaval - Stobra - Wickerstedt - Wormstedt |

## Története
Nevét már egy 883-ból való oklevél is említette, majd egy 900-ból származó oklevél adatai szerint a környékén eredő sósvízű forrásokból sót pároltak le, innen ered a település neve is (Salz-só). E felfedezésének köszönhetően IV. Henrik császár alatt már 1064-ben városjogot kapott, s ezzel függ össze további fejlődése is. Sós vizének gyógyhatása 1779-től ismert, és főleg légzőszervi betegek kezelésére 1847-től használják.
Érdekes a település sólepárló üzeme és múzeuma, amely a só felhasználásának történetét mutatja be, valamint nevezetes még a 18. század első feléből való Plébániatemploma is, melynek oltára feltehetően olasz mester alkotása.

## Galéria

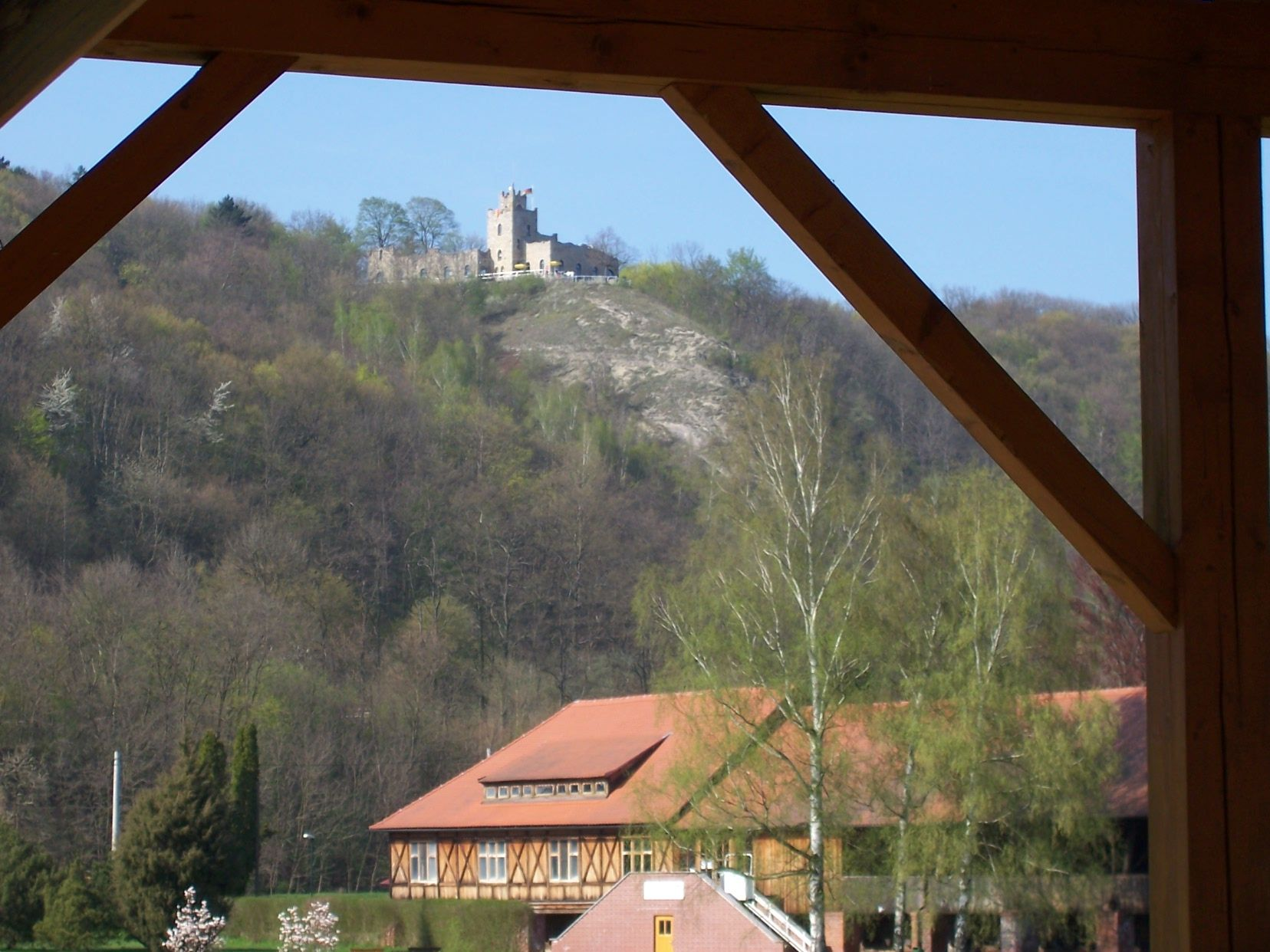
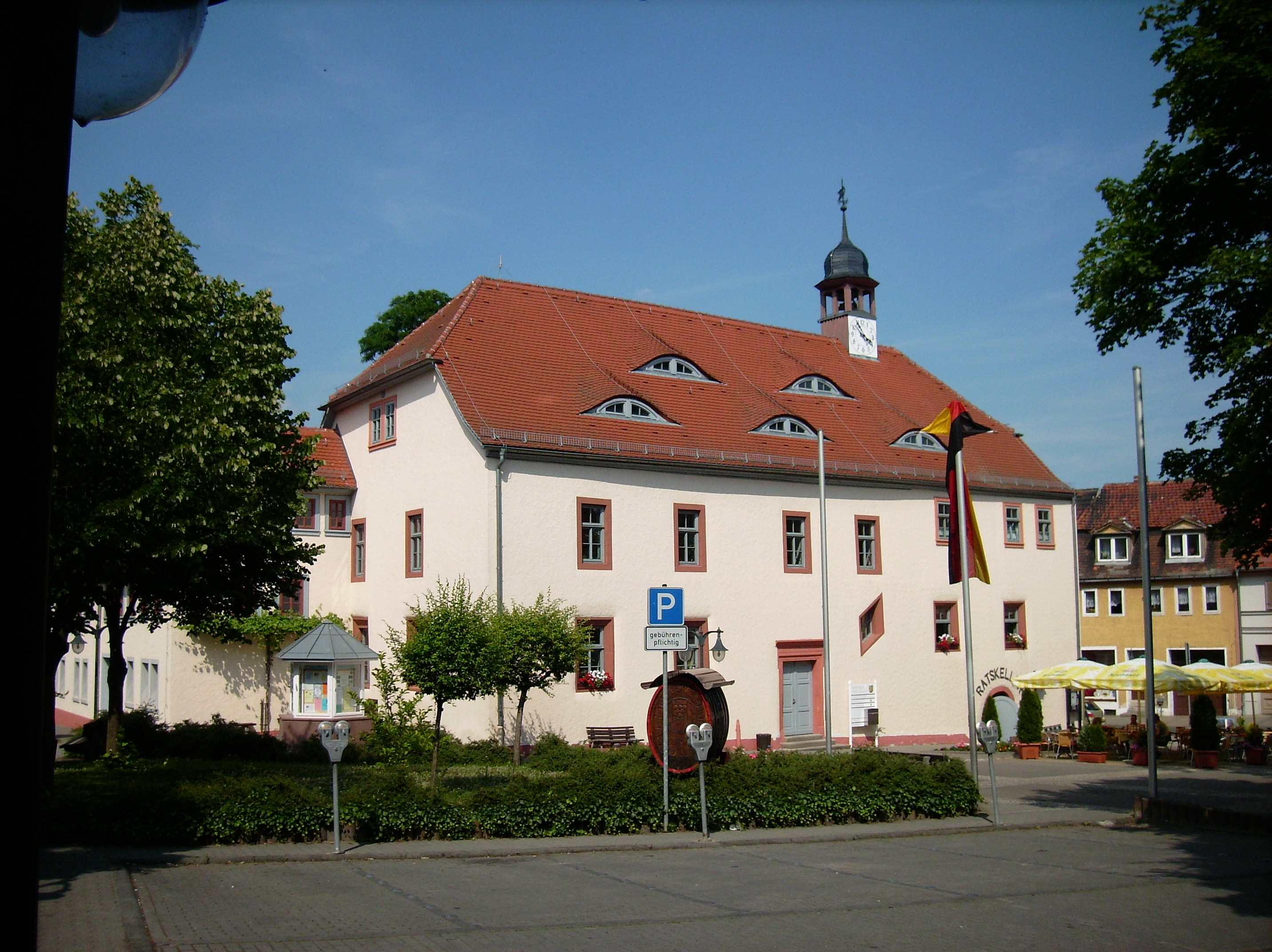
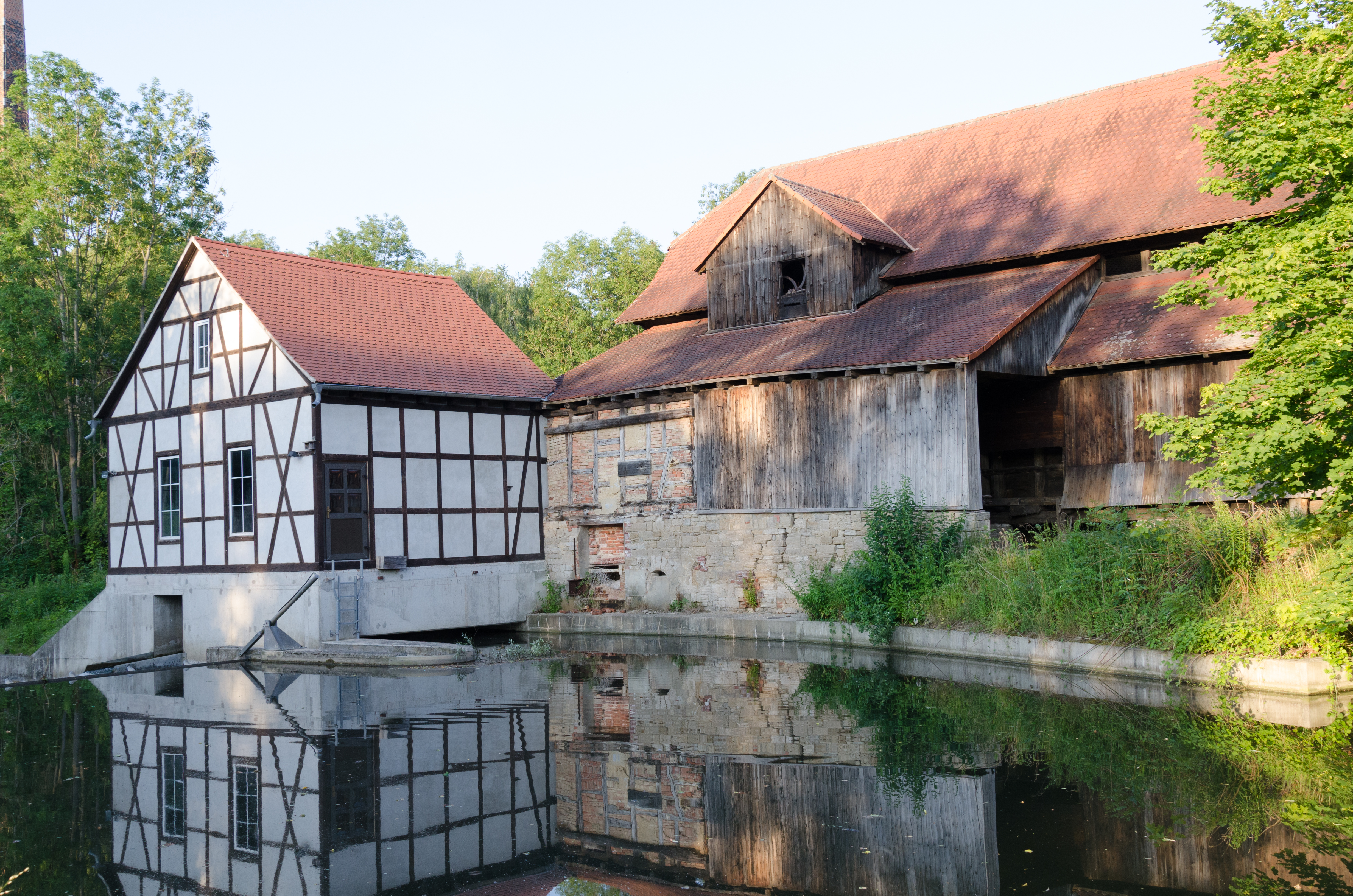
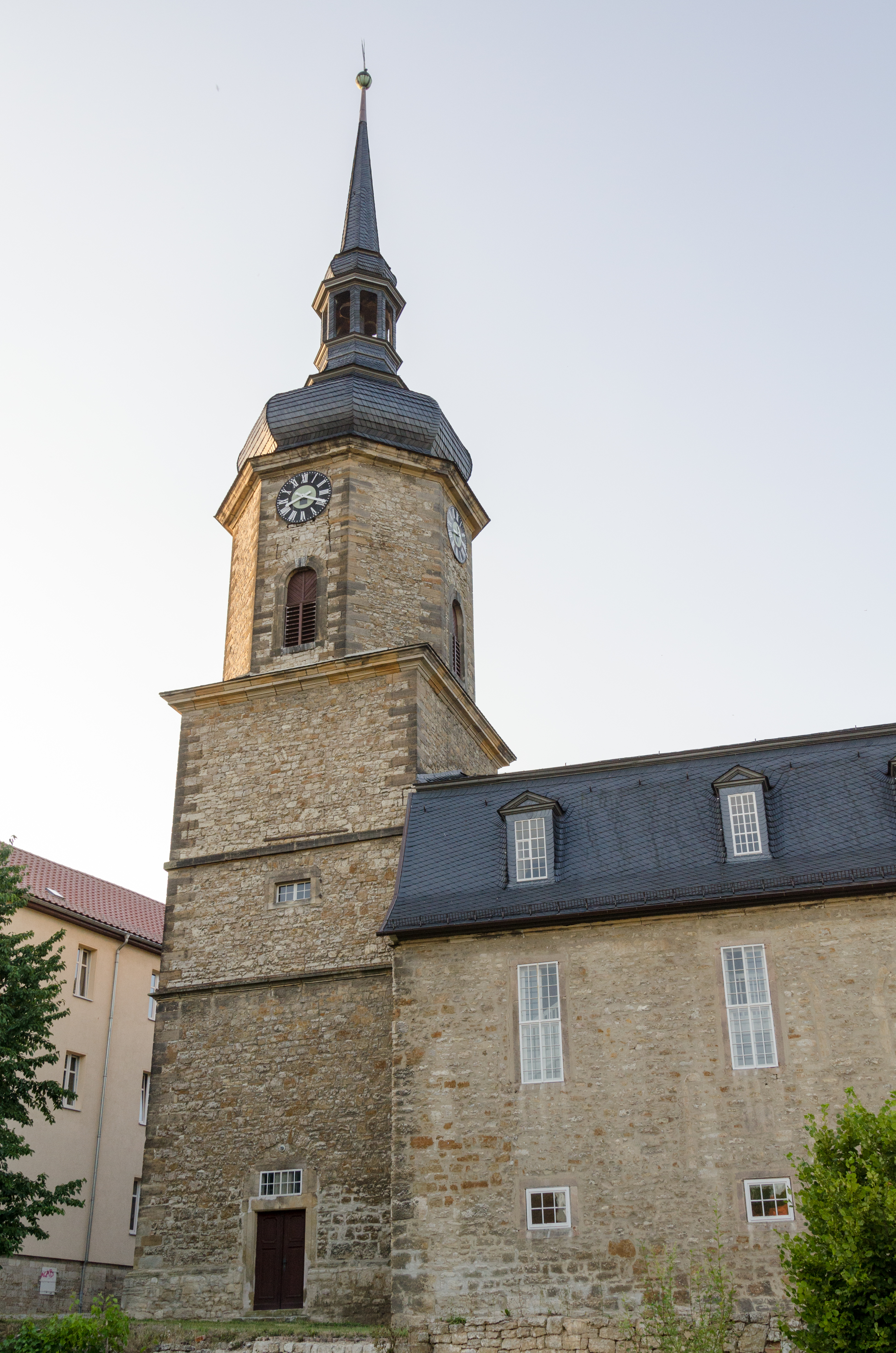
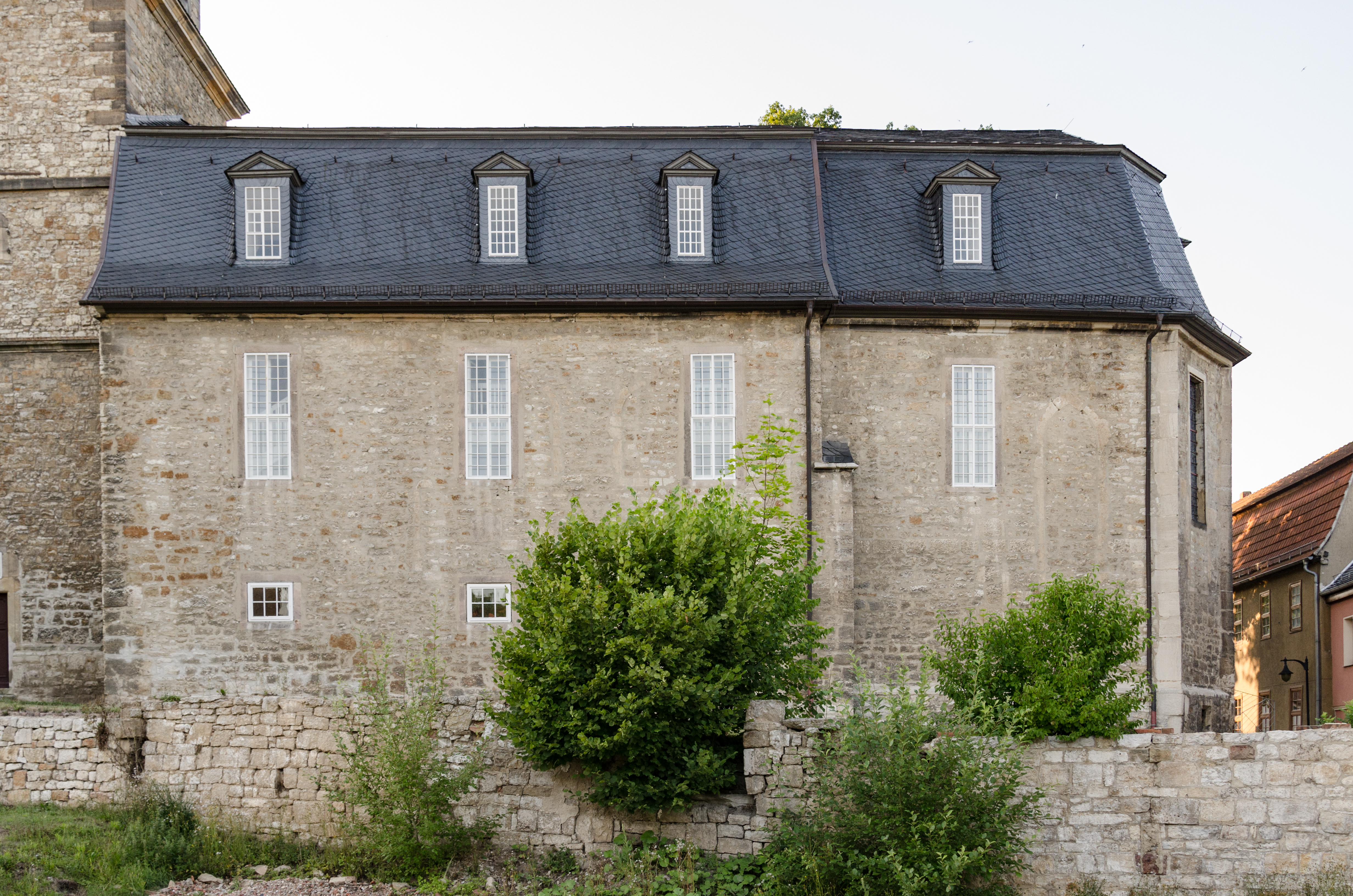
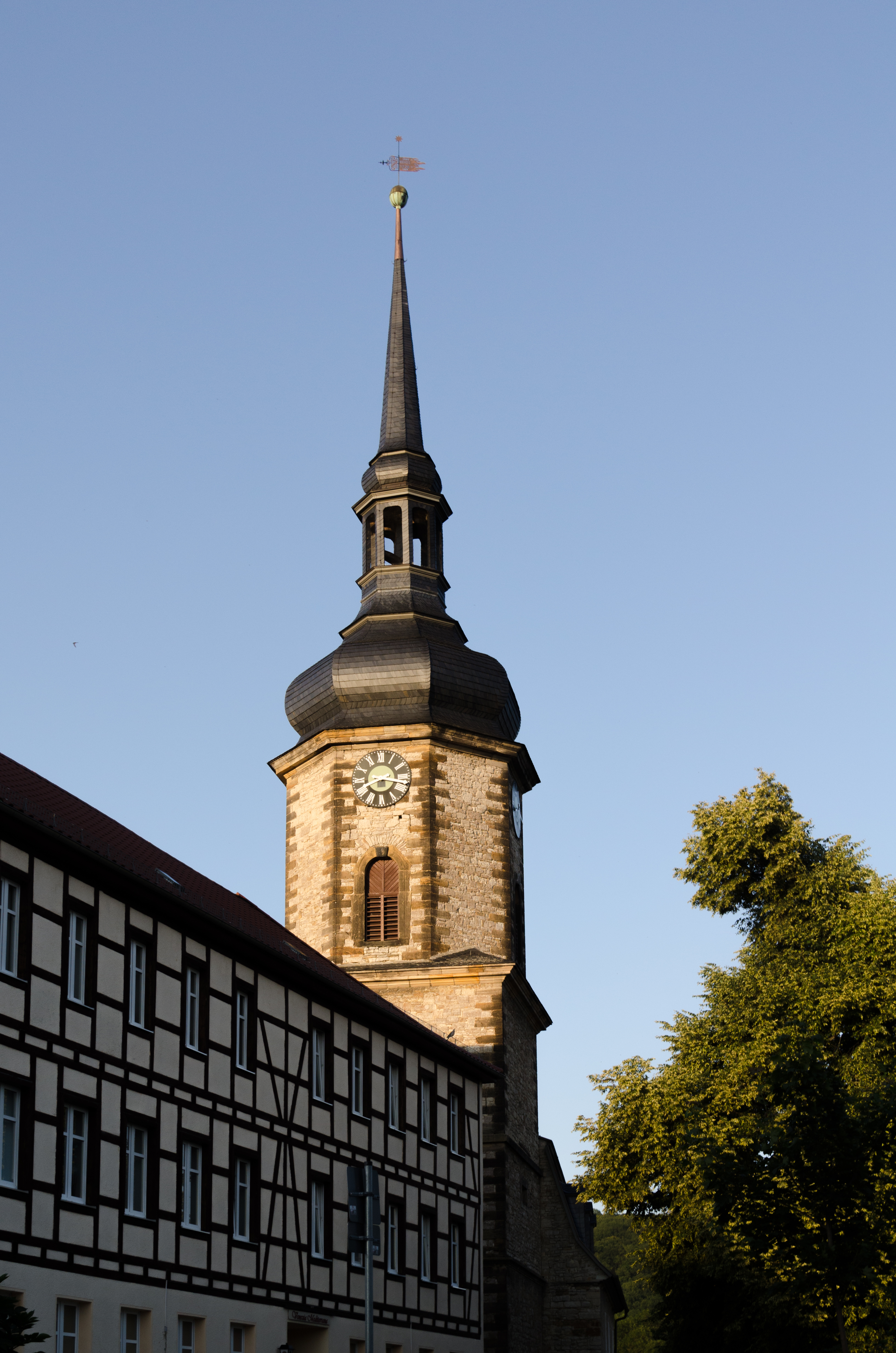
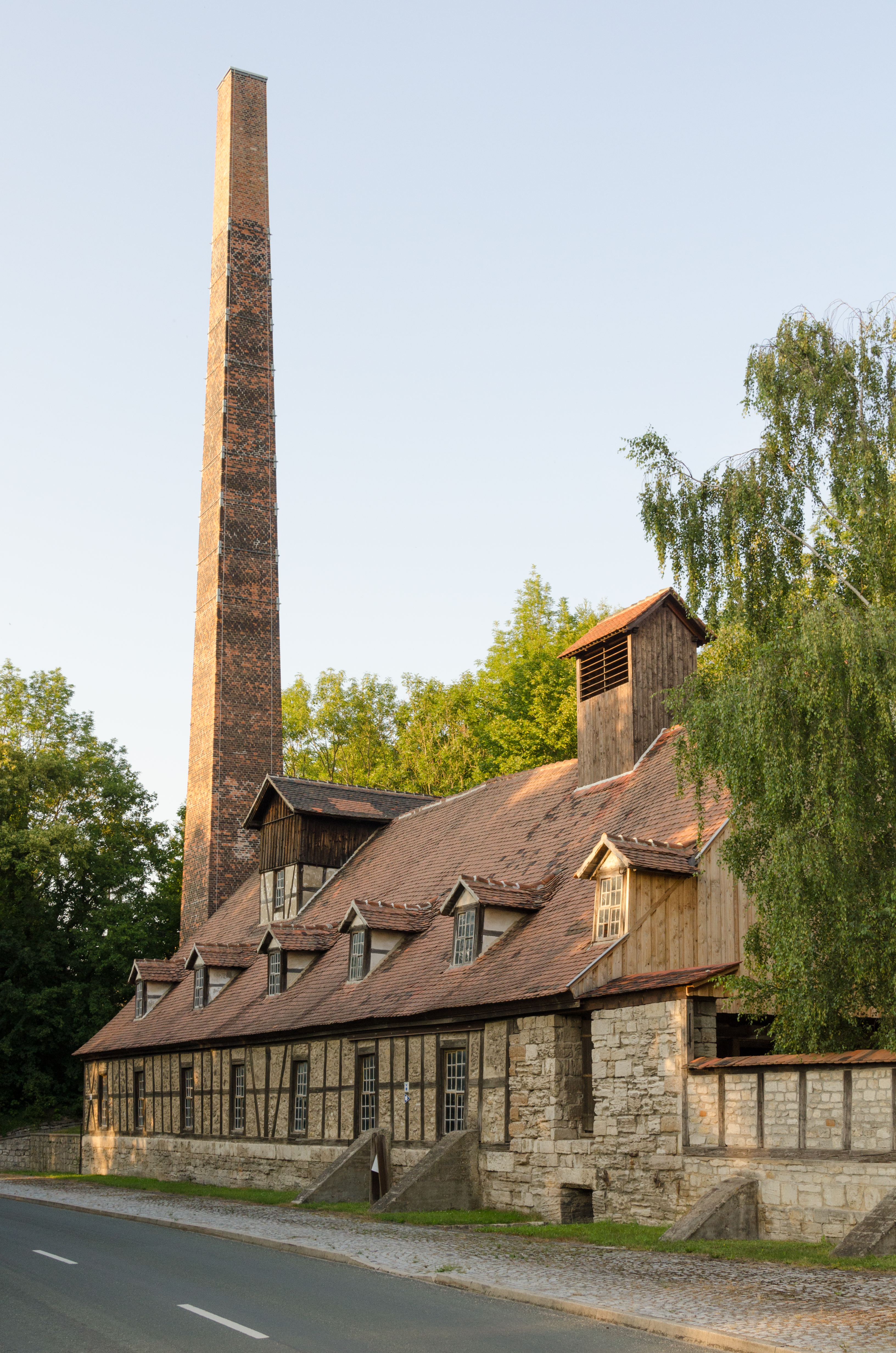
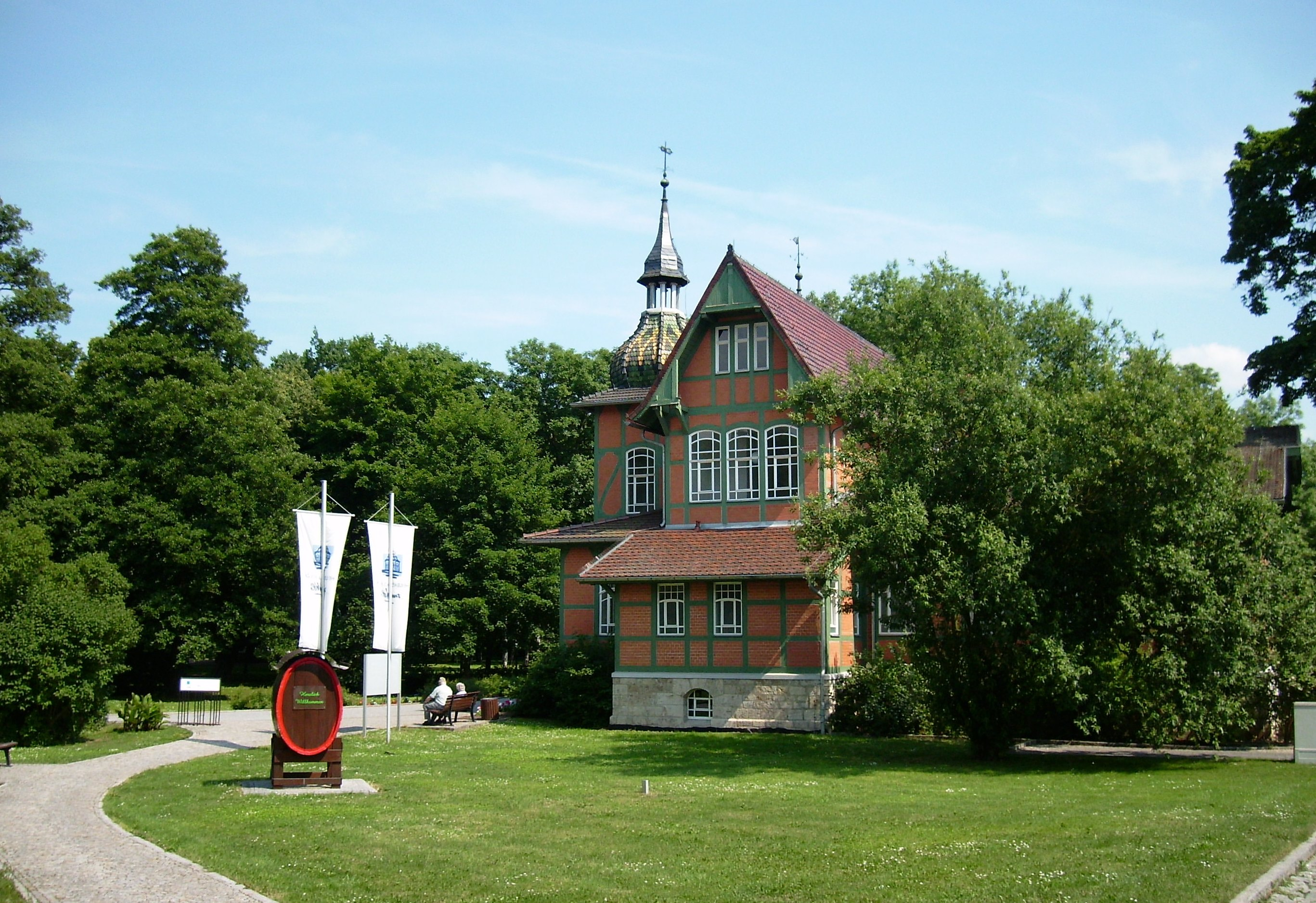
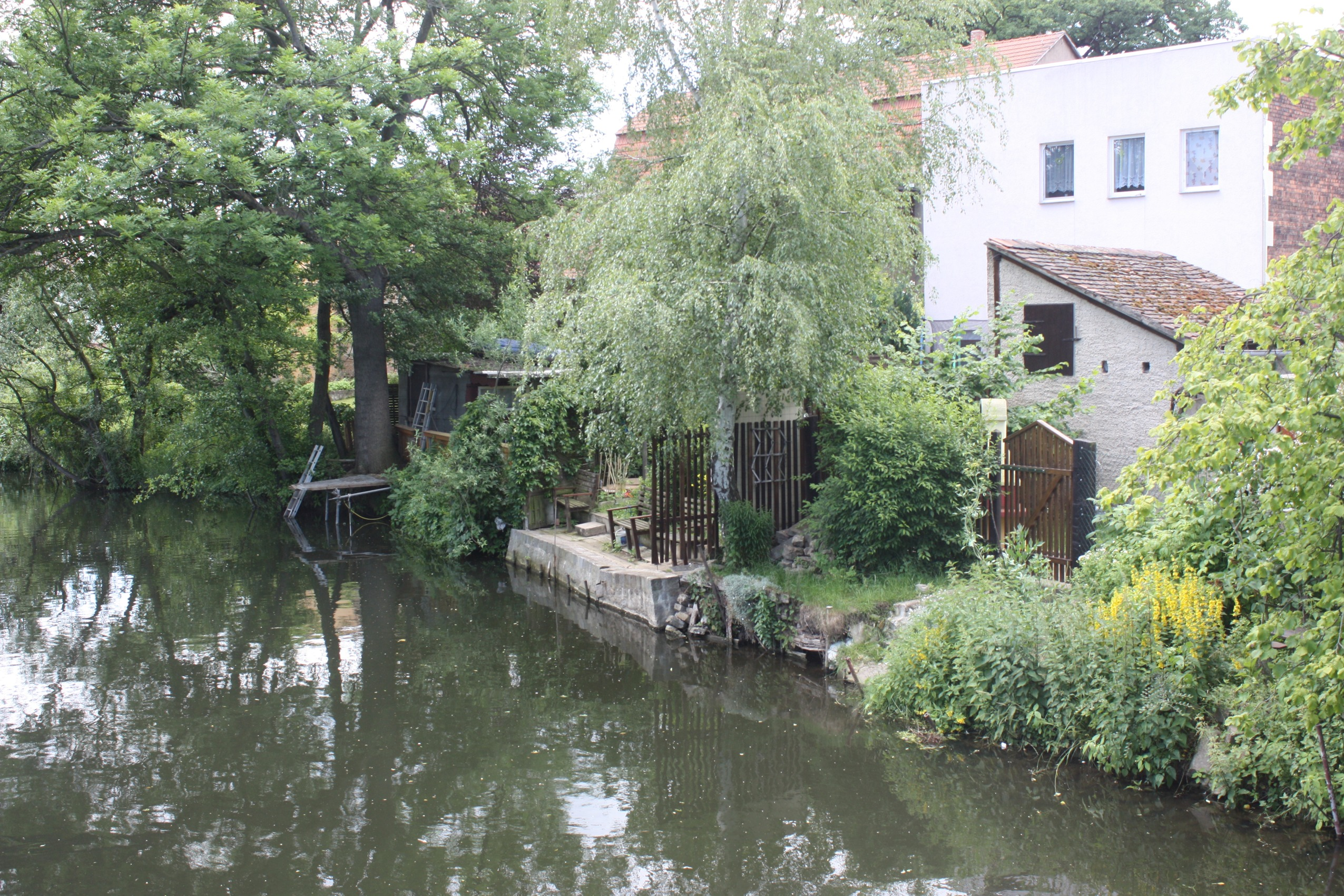
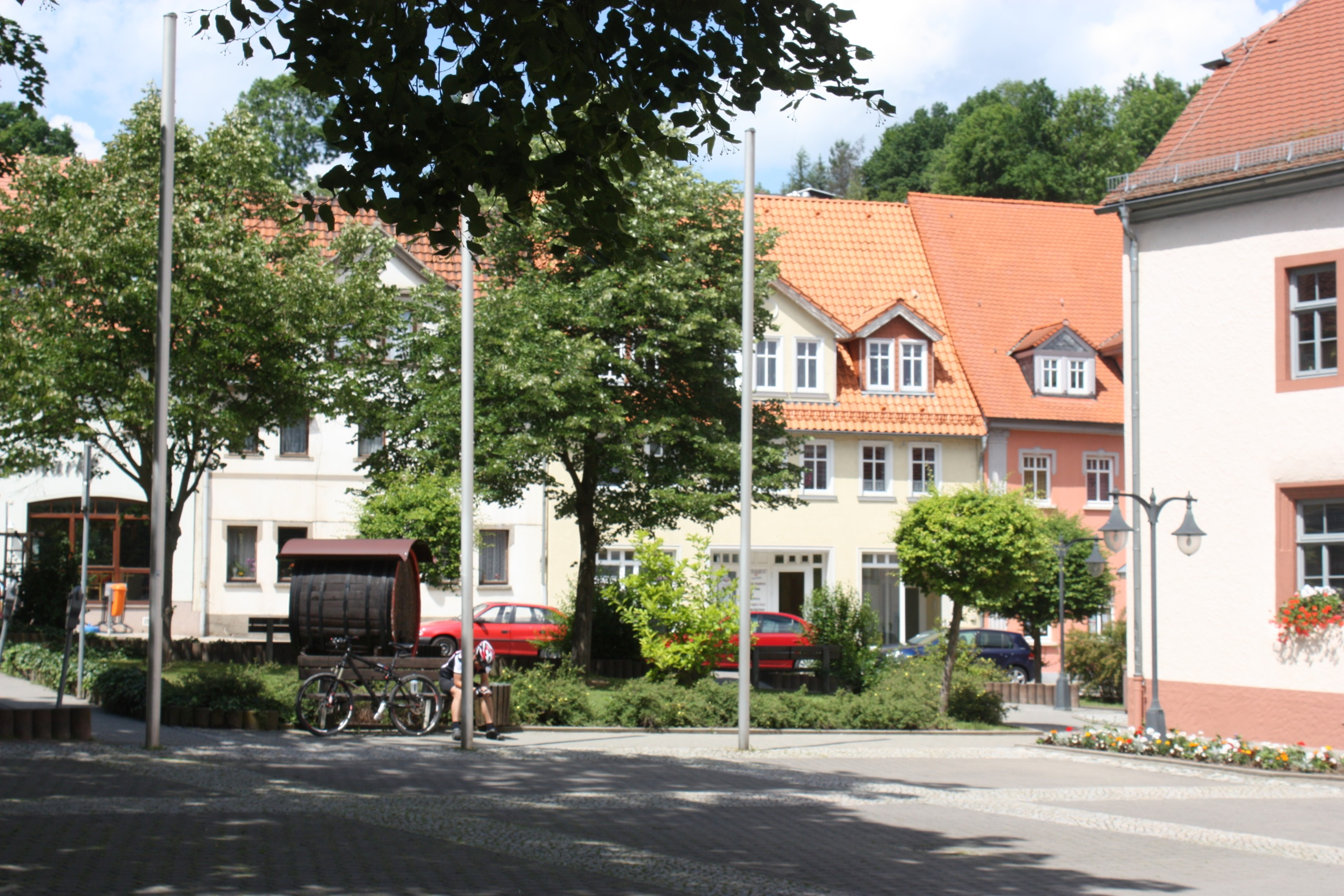
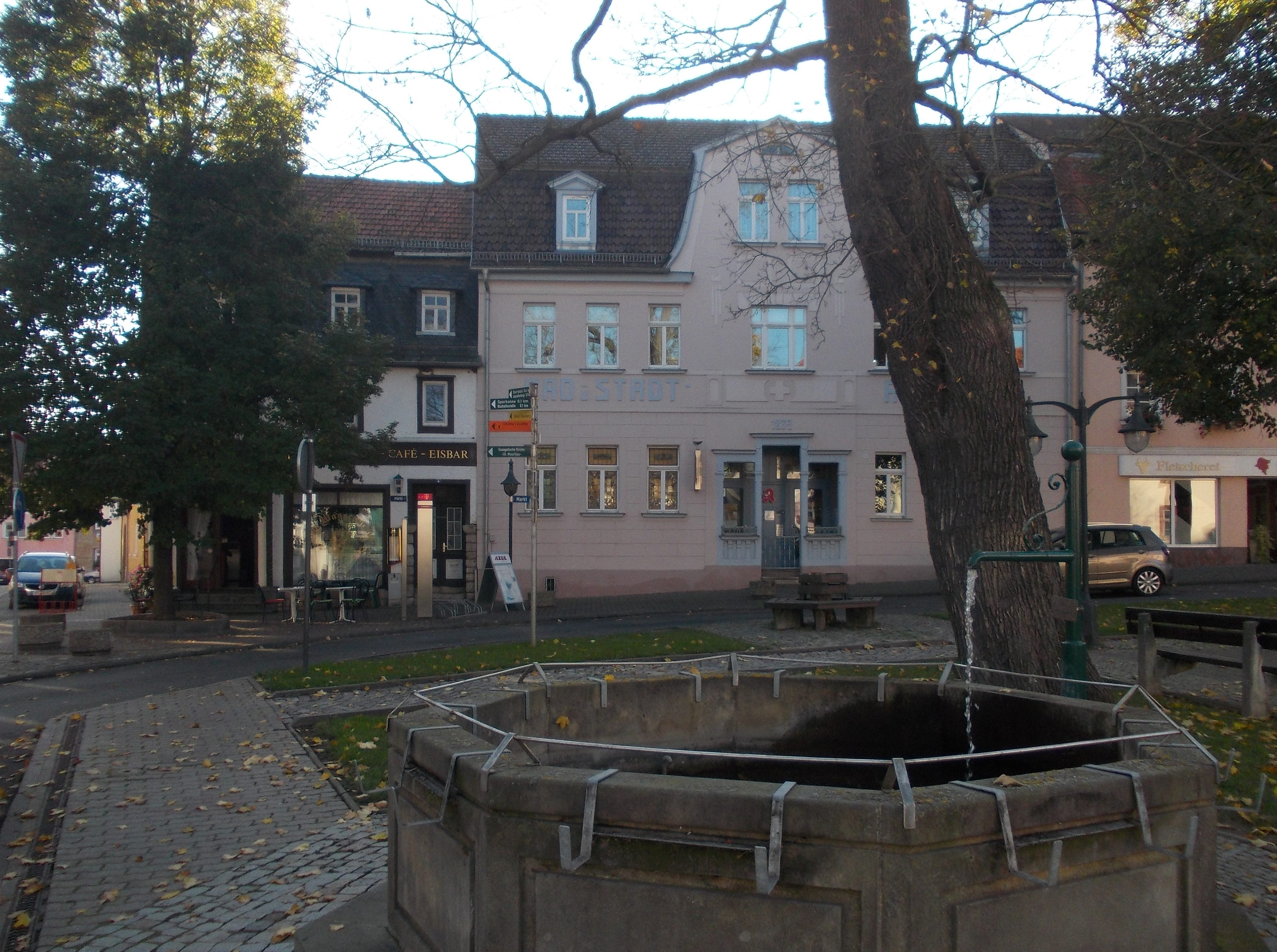
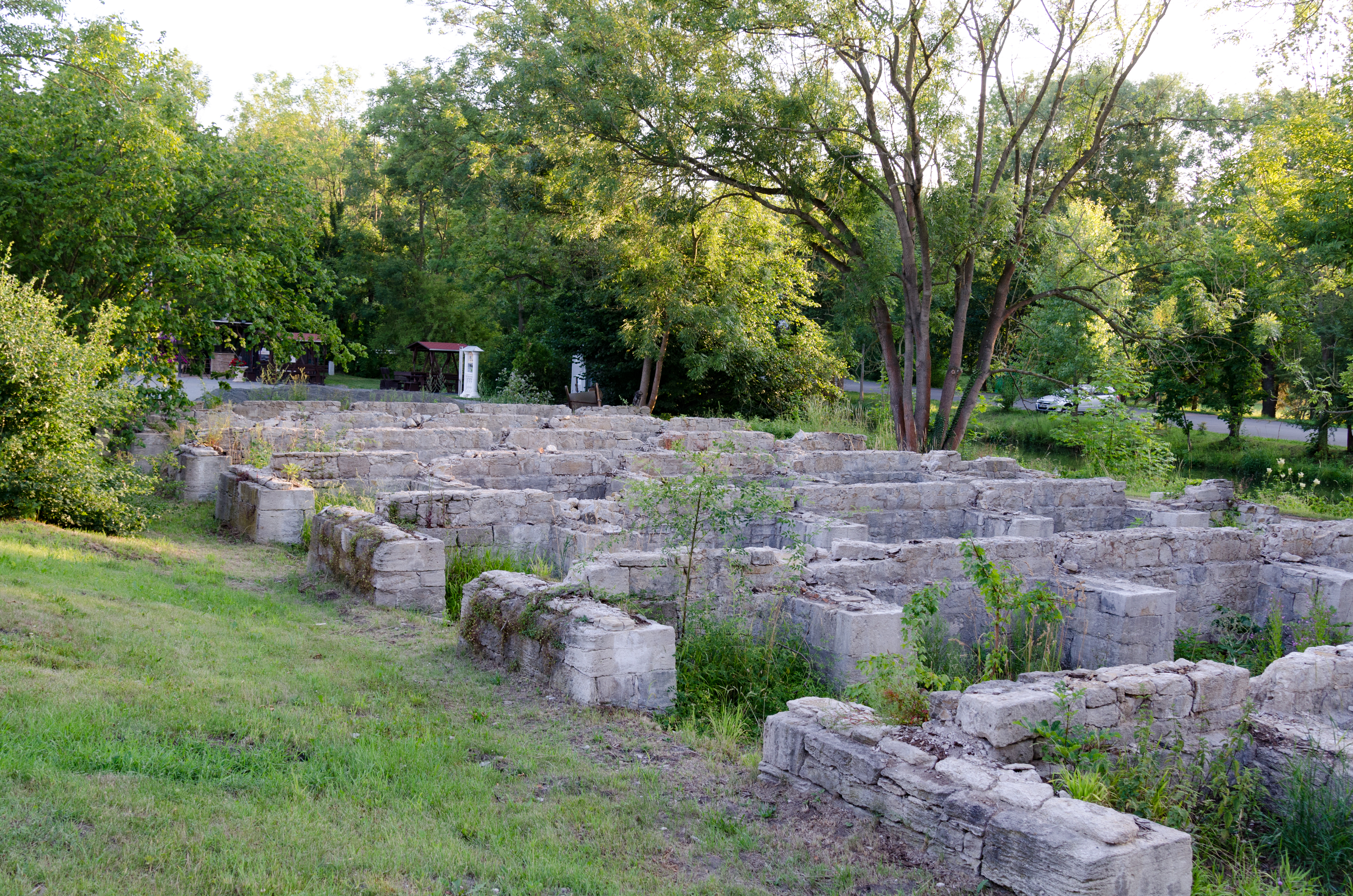
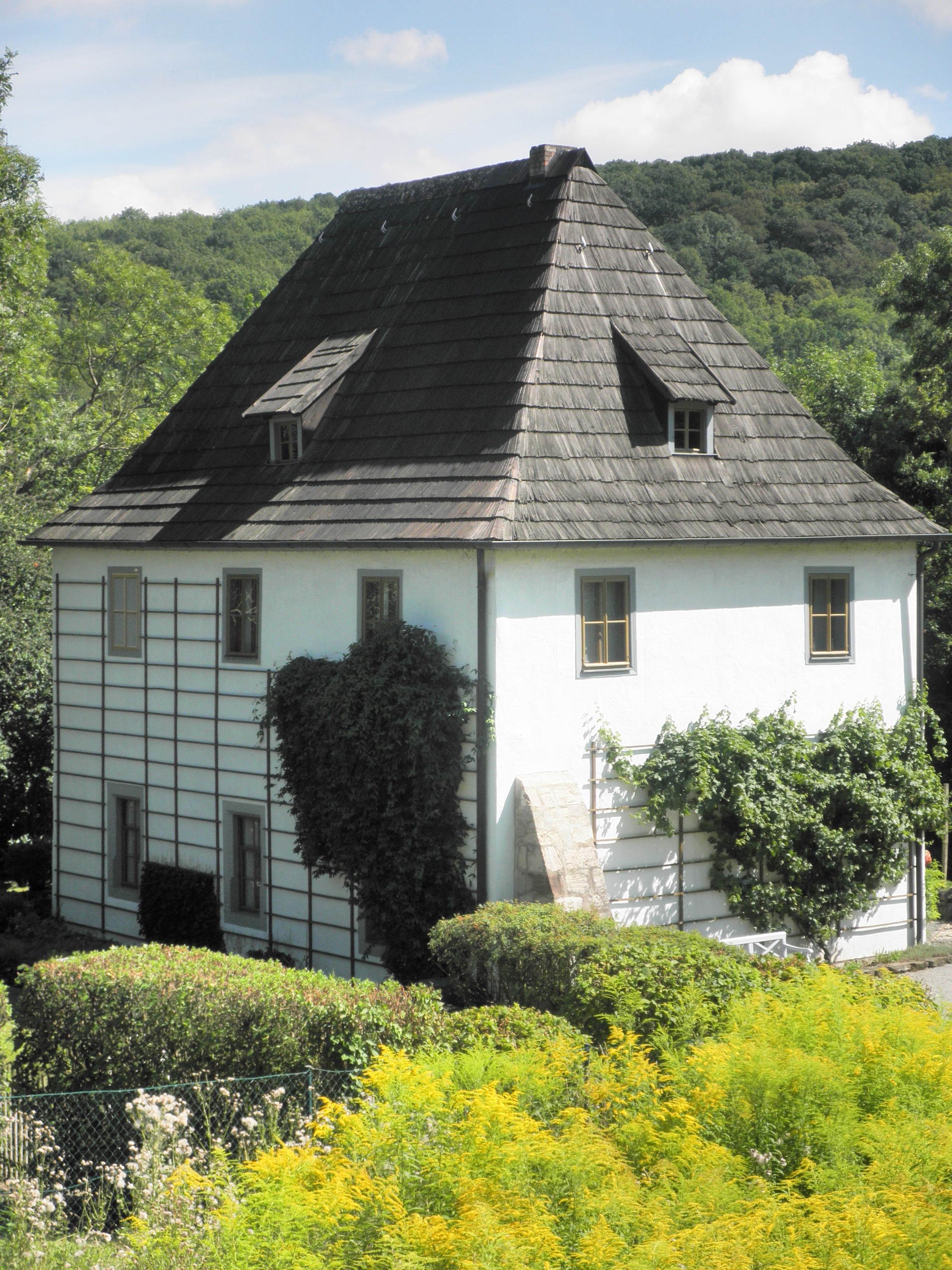
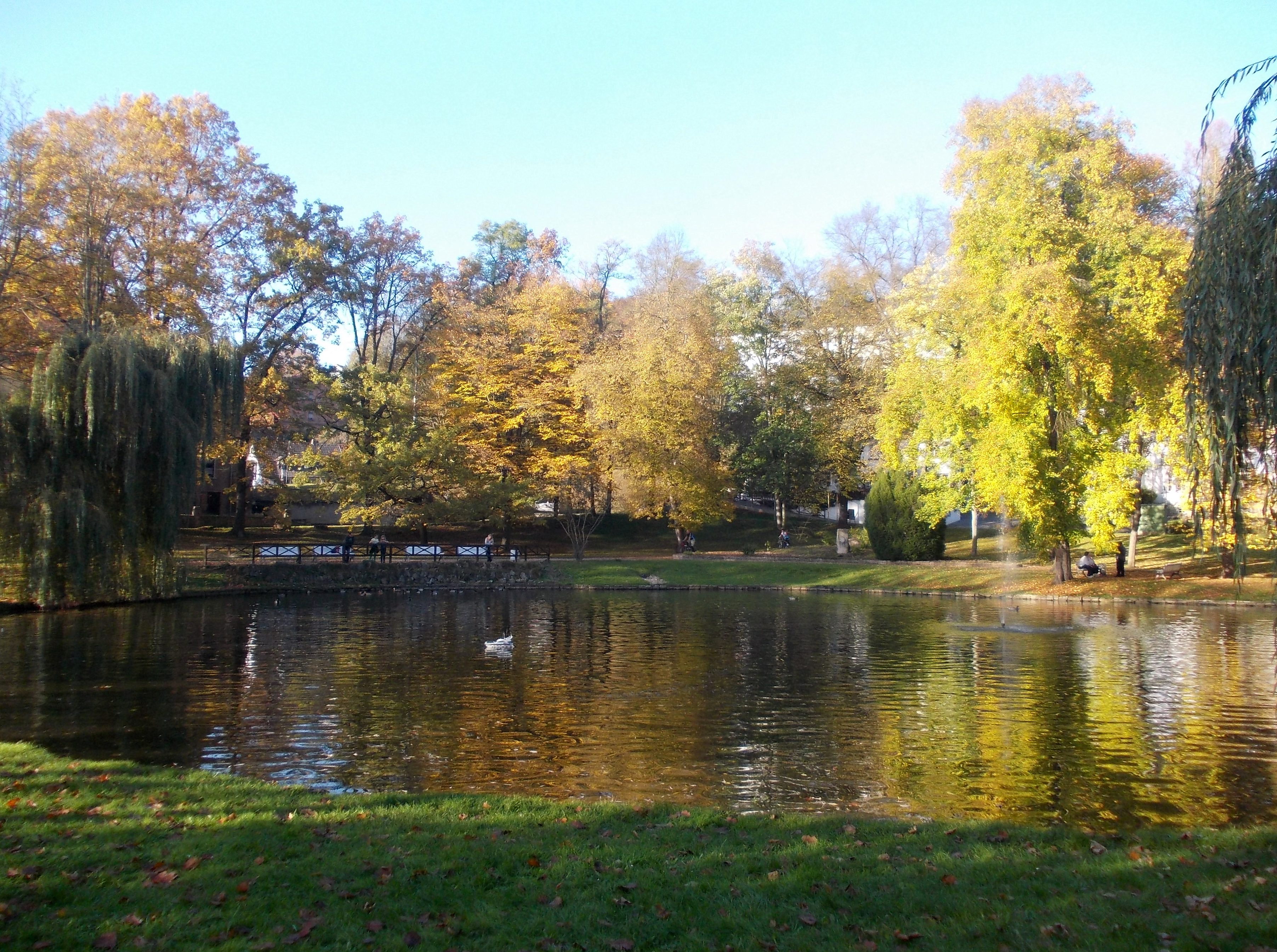

## Nevezetességek
- Plébániatemplom
- Helytörténeti múzeum
- Sólepárló üzem

## Népesség
A település népességének változása:
| Lakosok száma | 4738 | 4695 | 7651 | 7695 | 7864 | 8161 |
|               | 2015 | 2017 | 2019 | 2021 | 2022 | 2023 |